# Onychophora
Embranchement
Répartition géographique
- Famille des Peripatidae
- Famille des Peripatopsidae

Position phylogénétique
- Protostomiens
  - Ecdysozoaires
    - Scalidophores
    - Nématozoaires
    - Panarthropodes
      - Tardigrades
      - Onychophores
      - Arthropodes
        - Chélicérés
          - Pycnogonides
          - Arachnides

        - Myriapodes
        - Pancrustacés

Groupe frère : Arthropoda
Les onychophores (Onychophora), aussi appelés « péripates » (ou « vers de velours » par traduction de leur nom anglais velvet worms) sont un embranchement d'animaux terrestres, d'une taille de 1 à 15 cm de long, segmentés, portant sur chaque segment une paire de pattes non articulées : les lobopodes. Ils peuvent compter de 15 à plus de 40 segments.
Les onychophores vivent dans la litière des forêts pluviales équatoriales et tropicales : beaucoup d'entre eux sont des prédateurs de lombrics, de limaces ou d'arthropodes, qu'ils immobilisent en projetant une bave gluante paralysante produite par leurs glandes salivaires. La plupart sont nocturnes.

## Étymologie
Le mot « onychophore » provient du grec ὀνυχος « ongle » et φορειν « porter ». Il signifie « qui porte des ongles », en référence aux griffes des lobopodes de ces animaux.

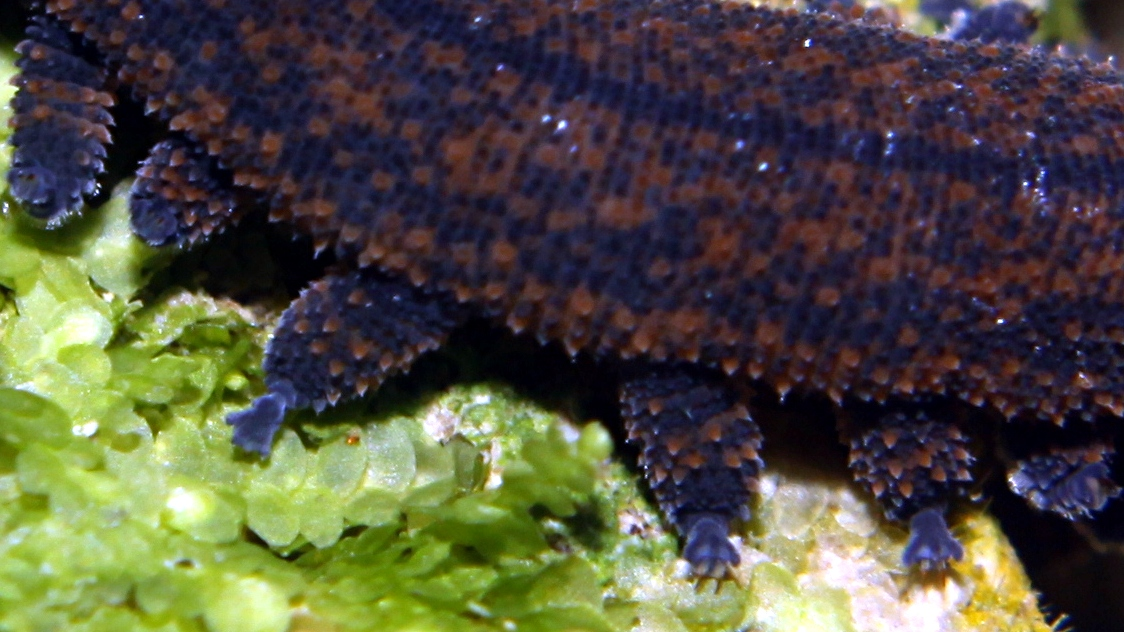
Détail des lobopodes d'un onychophore du genre Peripatoides de Nouvelle-Zélande.

## Liste des familles actuelles
Selon ITIS (mai 2017) :
- classe Udeonychophora Poinar, 2000:
  - ordre Euonychophora Hutchinson 1930:
    - Peripatidae Evans, 1902
    - Peripatopsidae Bouvier, 1907

## Classification
- †Protonychophora Hutchinson, 1930
  - †Aysheaiidae Walcott 1911
- †Ontonychophora Poinar, 2000
  - †Tertiapatidae Poinar, 2000
  - †Succinipatopsidae Poinar, 2000
  - †Helenodoridae Poinar, 2000
- Euonychophora Hutchinson, 1930
  - Peripatidae Evans, 1902
  - Peripatopsidae Bouvier, 1907

## Origines
Les onychophores semblent être issus d'un groupe jadis aquatique et marin : l'embranchement fossile des Lobopodia, contenant des animaux semblables à des vers minces au corps mou et possédant des paires de lobopodes épineux, formant ainsi un exosquelette défensif contre les prédateurs.
Xenusion (en), fossile trouvé en Suède dans des sédiments édiacariens d'origine glaciaire, connu seulement par deux spécimens, semble être le plus ancien lobopode connu. Plusieurs espèces ont été trouvées dans la faune de Chengjiang, en Chine : Cardiodictyon, Hallucigenia, Luolishania, Magadictyon, Microdictyon, Onychodictyon, Paucipodia et Diania cactiformis, surnommé le « cactus ambulant », à 10 paires de lobopodes. Cet organisme qui existe depuis 520 millions d'années serait le plus proche parent connu des arthropodes modernes, même s'il n'est pas leur ancêtre commun. Deux espèces de la faune de Burgess : Aysheaia et Hallucigenia, semblent aussi être des lobopodes.

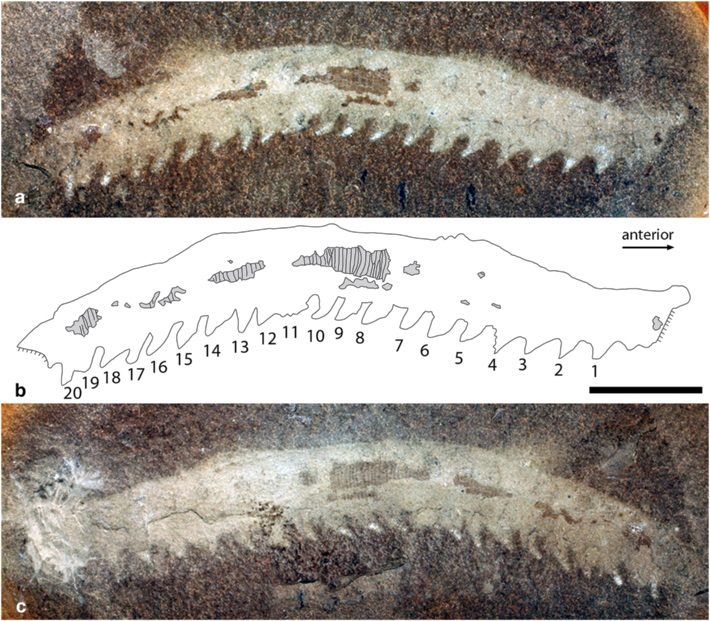
Fossile d’Helenodora inopinata, un possible onychophore du Carbonifère.

À la différence des onychophores actuels, ces lobopodes fossiles sont aquatiques ou marins et dépourvus d'appareil masticateur.
Les anomalocarides sont considérés par certains auteurs comme intermédiaires entre les onychophores et les arthropodes mais cette théorie ne fait pas l'unanimité. Ainsi, à l'heure actuelle, les relations exactes entre les tardigrades, les arthropodes et les onychophores restent à établir.

## Publication originale
- Grube, 1853 : Über den Bau von Peripatus edwardsii. Müller's Archives of Anatomy and Physiology, 1853, p. 322-360.